# Orel andský
Orel andský (Spizaetus isidori, občas řazen do monotypického rodu Oroaetus) je středně velký dravec z čeledi jestřábovitých. Obývá horské lesy And v rozmezí od severní Argentiny přes Bolívii, Peru, Ekvádor a Kolumbii až po Venezuelu. Je stálý.

## Popis
Jedná se o poměrně velkého orla, který dorůstá délky 60 až 80 cm a rozpětí křídel 147 až 180 cm. Samice bývají větší než samci a mají delší ocas. Dospělí ptáci mají peří na křídlech a na hřbetě leskle černé, na spodní straně těla kaštanově hnědé. Na temeni se nachází šedivá chocholka. Oči jsou žluté, zobák poměrně krátký a šedý. Zbarvení mladých jedinců je bělavé a černé.

## Ohrožení
Orel andský je v Červeném seznamu IUCN řazen jako ohrožený druh. Ve volné přírodě může zbývat posledních 370–1500 jedinců. Hlavní příčinou ohrožení tohoto druhu je rozsáhlé kácení pralesů v podhůří And a jeho pronásledování jako lovce domácího ptactva.